# Coussarea macrocalyx
Coussarea macrocalyx är en måreväxtart som beskrevs av Paul Carpenter Standley. Coussarea macrocalyx ingår i släktet Coussarea och familjen måreväxter. Inga underarter finns listade i Catalogue of Life.